# Chlosyne montana
Chlosyne montana är en fjärilsart som beskrevs av Hall 1924. Chlosyne montana ingår i släktet Chlosyne och familjen praktfjärilar. Inga underarter finns listade i Catalogue of Life.